# Спіральний острів

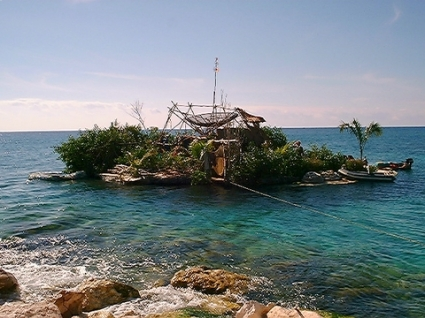
Spiral Island I на початку березня 2000 року

21°13′50″ пн. ш. 86°44′14″ зх. д. / 21.23043° пн. ш. 86.737189° зх. д.
«Спіральний острів» — це штучний плавучий острів, створений в Мексиці британським художником Річардом «Рейсі» Сова. Він був зруйнований ураганом Емілі в 2005 році. Як заміна був збудований острів Джойсі, що був відкритий для екскурсій з 2008 року, але зрештою його теж довелося зачинити через пошкодження штормами.
Про Спіральний острів писали у багатьох газетах та розказували у телевізійних документальних фільмах по всьому світу, у тому числі в Японії та Південній Кореї, і також про нього розповідали в епізоді програми «Хочете вірте, хочете ні з Ріплі»! У телесеріалах, а також у програмі MTV «Extreme Cribs» в 2011 році.

## Спіральний острів
Перший Спіральний острів був розташований у лагуні біля Пуерто Авентурас, на узбережжі Карибського моря у Мексиці на південь від Канкуна; Річард Сова почав будувати його в 1998 році. Він наповнив сітки порожніми пластиковими пляшками для підтримки цілісності фанери та бамбука, на яких він насипав пісок і посадив численні рослини, в тому числі мангрові. Для спорудження острову було використано близько 250 000 пляшок. Він мав розміри 20 × 16 м і вміщував двоповерховий будинок, сонячну піч, біотуалет і три пляжі. 
Сові було доручено вивести острів зі штучного каналу в 2004 році, через те, що навколо будувалося багато приватних і багатоквартирних будинків, і острів протягом одного року був прив'язаний до вивітреного скелястого пірсу. Річарду запропонували нове місце розташування в бухті Соліман, яка знаходилася у напрямку приблизно 200 км на південь. Врешті-решт, портова влада дозволила йому відтягти Спіральний острів на нову локацію, але він був зруйнований ураганом Емілі в 2005.

## Острів Джойсі
Наприкінці 2007 та у 2008 Сова побудував дещо схоже у водах острова Мухерес, «Острів жінок», також поблизу Канкуна. Він став доступним для екскурсій у серпні 2008 року.
Новий острів спочатку мав діаметр 20 метрів і містив близько 100 000 пляшок. Згодом його територія була розширена до 25 метрів завдяки різноманітним рослинам і мангровим лісам, що росли на острові. Новий острів має три пляжі, будинок, два ставки, пральну машину, яка отримує енергію від хвиль, і сонячні батареї, енергією яких живляться штучні водоспад і річка. Над покращенням острову постійно працюють волонтери, і сам Сова постійно вдосконалює свій винахід.
У травні 2011 року Рейсі запустив проект, який полягає у створенні можливості для причалу його острова у затоці Ісла-Мухерес, оскільки він занадто великий для свого теперішнього місця розташування біля пірса в лагуні Маякс. Мексиканський уряд також визнав острів Джойсі як «Екологічний човен» і тому власник повинен був дотримуватися всіх встановлених правил катання на човнах, які включали в себе придбання вогнегасників, рятувальних кругів та аварійних комплектів. Проект був запущений на kickstarter.com з метою отримання фінансової допомоги у розмірі 18000 доларів, чого йому не вдалося здійснити. Рейші пізніше успішно перезапустив проект з більш реальною ціллю у розмірі $ 9000 доларів.
У 2008 році острів був відкритий для екскурсій, але зрештою через пошкодження штормами місцева влада у січні 2019 змусила власника прибрати його.